# Estación de Bon Viatge
Bon Viatge es una estación de las líneas T1 y T2 del Trambaix y cabecera de la primera. Está situada sobre la avenida de Barcelona en San Juan Despí. Esta estación se inauguró el 3 de abril de 2004.
Como curiosidad la traducción en español de Bon Viatge sería Buen Viaje, pero el nombre proviene de una calle que atraviesa la avenida de Barcelona situada al lado de la estación.
En Bon Viatge empieza un tramo de vía única que llega hasta la estación de Llevant - Les Planes, excepto en las estaciones, donde la vía es doble.
- Datos: Q4890436